# Кишш, Эва
Эва Кишш (венг. Kiss Éva; род. 10 июля 1987, Надудвар) — венгерская гандболистка, вратарь; тренер.

## Достижения

### В клубах
- Чемпионат Венгрии:
  - Серебряный призёр: 2010, 2011
  - Бронзовый призёр: 2009
- Кубок Венгрии:
  - Серебряный призёр: 2009, 2011
- Кубок Европейской гандбольной федерации:
  - Полуфиналист: 2006

### В сборной
Дебютировала 22 сентября 2009 в матче против Германии, сыграла 30 игр, забила 210 голов.
- Чемпионат Европы:
  - Бронзовый призёр: 2012